# Nina Vosters Moyer
Nina Vosters Moyer, née le 9 janvier 1944 à Lansdowne (Pennsylvanie), est une joueuse de tennis et de squash représentant les États-Unis. Elle est championne des États-Unis de squash à deux reprises en 1970 et 1972. C'est la sœur de Gretchen Vosters Spruance, joueuse de tennis et de squash contre qui elle remporte le titre national de squash en 1972.

## Biographie
Sa mère Bunny Vosters (1919-1999) pratique le tennis pendant l'adolescence dans les années 1940. Elle déménage dans le Delaware en 1952.
En squash, sa mère était une joueuse redoutable en double avec onze titres nationaux et sa sœur aînée Gretchen Vosters Spruance remporte cinq titres nationaux entre 1973 et 1978.
En 1988, la famille Vosters est désignée United States Tennis association family of the Year.

## Palmarès

### Titres
- Championnats des États-Unis : 2 titres (1970, 1972)